# Sandi Lovrić
Sandi Lovrić (Linz, 1998. március 28. –) szlovén válogatott labdarúgó, az olasz Udinese játékosa.

## Pályafutása

### Klubcsapatban
2012-ben csatlakozott az SK Sturm Graz akadémiájához az SV Rapid Lienz együttesétől. 2014. augusztus 17-én debütált az első csapatban az Austria Wien elleni Osztrák Bundesliga mérkőzésen, amikor a 90. percben csereként váltotta Marko Stankovićot. 2019. július 3-án jelentették be, hogy a svájci Lugano csapatához írt alá.
2022. március 28-án ötéves szerződést kötött az olasz első osztályban érdekelt Udinese Calcio együttesével..

### A válogatottban
Az osztrák U17-es labdarúgó-válogatott tagjaként részt vett a 2015-ös U17-es labdarúgó-Európa-bajnokságon. A Németországban megrendezett 2016-os U19-es labdarúgó-Európa-bajnokságon is részt vett. 2020-ban úgy döntött, hogy nem Ausztria, hanem Szlovéniát képviseli felnőtt válogatott szinten. Októberben mutatkozott be San Marino ellen. Néhány nappal később megszerezte első gólját Moldova elleni UEFA Nemzetek Ligája találkozón.

## Statisztika

### A válogatottban
| Válogatott | Év       | Pályára lépés | Gól |
| ---------- | -------- | ------------- | --- |
| Szlovénia  | 2020     | 6             | 1   |
| Szlovénia  | 2021     | 12            | 2   |
| Szlovénia  | 2022     | 7             | 0   |
| Szlovénia  | 2023     | 7             | 1   |
| Szlovénia  | 2024     | 6             | 0   |
| Szlovénia  | 2025     | 2             | 0   |
| Összesen   | Összesen | 40            | 4   |

#### Góljai a válogatottban
| # | Időpont              | Helyszín                                 | Ellenfél     | Gólok | Eredmény | Kiírás                     |
| - | -------------------- | ---------------------------------------- | ------------ | ----- | -------- | -------------------------- |
| 1 | 2020. október 14.    | Zimbru Stadion, Chișinău, Moldova        | Moldova      | 1–0   | 4–0      | 2020–21-es Nemzetek Ligája |
| 2 | 2021. március 24.    | Stožice Stadion, Ljubljana, Szlovénia    | Horvátország | 1–0   | 1–0      | 2022-es VB-selejtező       |
| 3 | 2021. szeptember 4.  | Stožice Stadion, Ljubljana, Szlovénia    | Málta        | 1–0   | 1–0      | 2022-es VB-selejtező       |
| 4 | 2023. szeptember 10. | Olimpiai Stadion, Serravalle, San Marino | San Marino   | 3–0   | 4–0      | 2024-es EB-selejtező       |

## Sikerei, díjai
Sturm Graz
- Osztrák Kupa
  - Győztes (1): 2017–18

Lugano
- Svájci Kupa
  - Győztes (1): 2021–22